# Michael Robinson
Michael Robinson é um ex-patinador artístico britânico, que competiu na dança no gelo. Com Catherine Morris ele conquistou duas medalhas de prata e uma de bronze em campeonatos europeus.

## Principais resultados

### Com Catherine Morris
| Resultados         | Resultados        | Resultados       | Resultados       | Resultados    | Resultados    | Resultados    | Resultados    | Resultados    | Resultados    | Resultados    | Resultados    | Resultados    | Resultados    | Resultados    | Resultados    |  |
| Internacional      | Internacional     | Internacional    | Internacional    | Internacional | Internacional | Internacional | Internacional | Internacional | Internacional | Internacional | Internacional | Internacional | Internacional | Internacional | Internacional |  |
| Evento/Temporada   | 1956– 1957        | 1957– 1958       | 1958– 1959       |               |               |               |               |               |               |               |               |               |               |               |               |  |
| ------------------ | ----------------- | ---------------- | ---------------- | ------------- | ------------- | ------------- | ------------- | ------------- | ------------- | ------------- | ------------- | ------------- | ------------- | ------------- | ------------- |  |
| Campeonato Mundial | 6.º               | 4.º              | 7.º              |               |               |               |               |               |               |               |               |               |               |               |               |  |
| Campeonato Europeu | Medalha de bronze | Medalha de prata | Medalha de prata |               |               |               |               |               |               |               |               |               |               |               |               |  |
|                    |                   |                  |                  |               |               |               |               |               |               |               |               |               |               |               |               |  |